# Marracuene
Marracuene (zeitweilig portugiesisch Villa Luísa) ist eine Ortschaft in der Provinz Maputo im Süden Mosambiks, im Norden der Hauptstadt Maputo. Marracuene ist ein Verwaltungsposten (posto administrativo) und der Hauptort des gleichnamigen Distrikts.

## Geographie
Die Kleinstadt Marracuene liegt direkt am Fluss Incomáti, der etwas weiter südlich in die Bucht von Maputo mündet. Marracuene liegt etwa 25 Kilometer Luftlinie vom Stadtzentrum Maputos entfernt, zum nächsten Küstenort Bilene sind es etwa 70 Kilometer Luftlinie.
In dem Ort (bzw. im Gebiet des Verwaltungspostens gleichen Namens) lebten zum 1. Januar 2005 etwa 52.974 Menschen. Zum Ort Marracuene werden auch die umliegenden Ortschaften Sede, Michafutene und Nhongonhane hinzugezählt. Damit ist der Verwaltungsposten selbst 465 Quadratkilometer groß.

## Verkehr

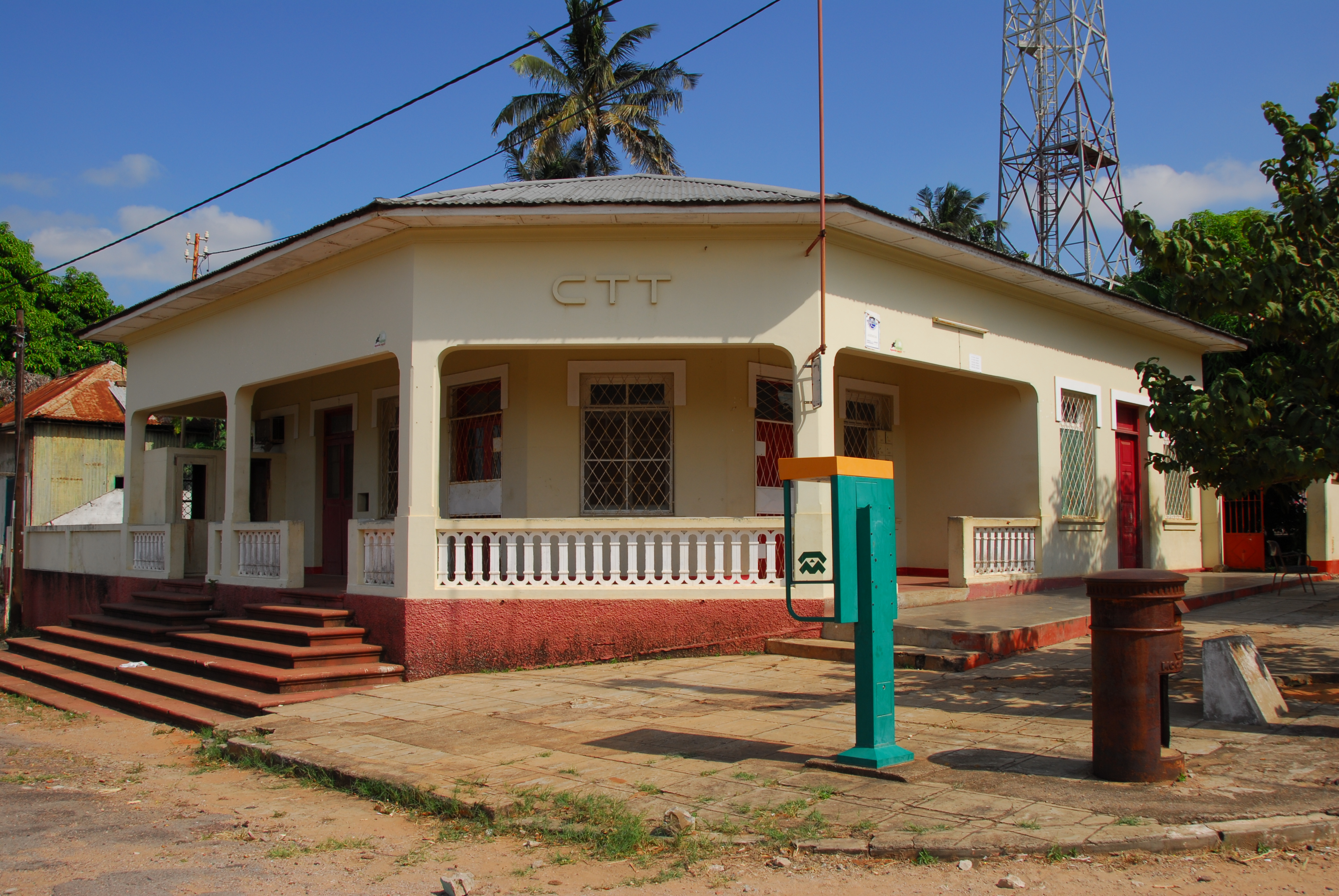
Postamt in Marracuene

Durch den Ort führt die Fernstraße EN1, die einzige Verbindung zwischen Nord- und Südmosambik.
Marracuene ist zudem über die Eisenbahnstrecke Linha de Limpopo, die weiter nach Simbabwe führt, an das nationale Schienennetz Mosambiks angeschlossen. Es gibt einen ungetakteten Vorortverkehr der staatlichen Eisenbahngesellschaft CFM.

## Geschichte
Eine erste urkundliche Erwähnung durch die portugiesische Kolonialmacht wird auf 1895 datiert. 1895 fand in dem Ort eine Schlacht zwischen der portugiesischen Kolonialmacht unter António José Enes und dem Bantu-König Gungunhana statt.
1946 erhob die Kolonialregierung den Ort unter dem Namen Villa Luísa (von 1940 bis 1976) zum Kreisverwaltungssitz (Conselho). Nach der Unabhängigkeit Mosambiks 1975 erhielt der Ort den neuen Namen Marracuene.
Mit dem beständigen Bevölkerungswachstum Mosambiks und der stetigen Landflucht ist Marracuene inzwischen zu einem vollwertigen Vorort Maputos gewachsen. Dadurch entstehen teilweise große wirtschaftliche und soziale Gegensätze zwischen dem Hauptort Marracuene und seiner sehr ländlich geprägten Umgebung.

## Wirtschaft

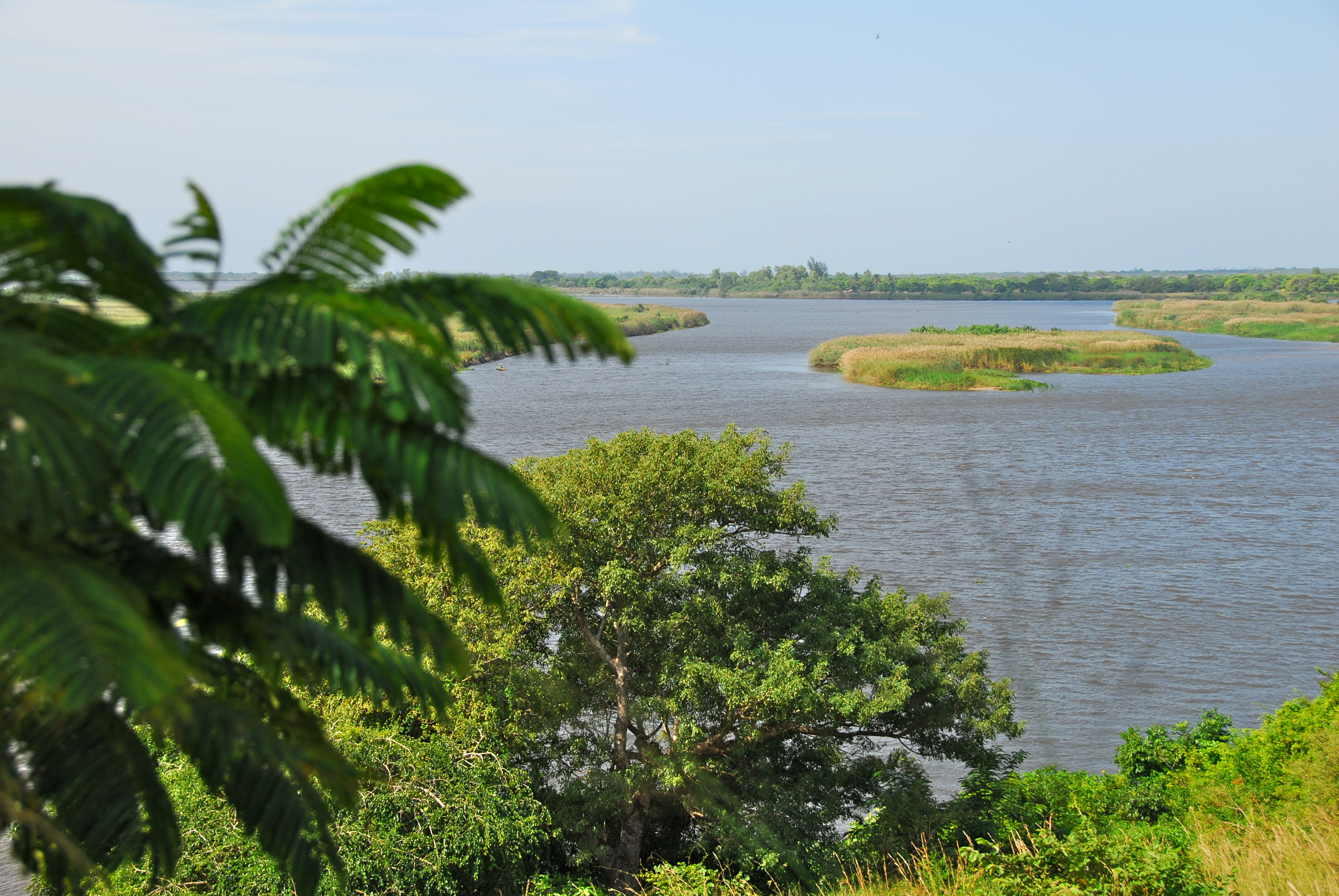
Incomati-Fluss bei Marracuene, kurz vor der Mündung in die Bucht von Maputo

Wie in großen Teilen Mosambiks, ist Marracuene vor allem durch die Subsistenzlandwirtschaft geprägt.
Daneben verfügt Marracuene mit dem kleinen Ort Macaneta über einen Badeort, an dem zahlreiche touristische Einrichtungen ihren Platz gefunden haben. Insbesondere Menschen aus der nahe gelegenen Hauptstadt fahren aufgrund der in Maputo mangelnden Strandqualität nach Macaneta. Bis 2018 war es notwendig eine kleine Fähre zu benutzen, um Macaneta, auf der anderen Seite des Incomati, zu erreichen. Im Zuge der Bauarbeiten für die Ringstraße von Maputo wurde die Fähre 2018 durch eine Brücke ersetzt.

## Söhne und Töchter der Stadt
- Dilon Djindji (1927–2024), Musiker
- Suleiman Cassamo (* 1962), Schriftsteller